# さむらい飛脚
『さむらい飛脚』（さむらいびきゃく）は、1971年1月9日から同年4月3日までNETテレビ（現・テレビ朝日）の土曜20時時代劇枠で放送されたテレビドラマである。

## あらすじ
舞台は江戸時代、命を狙われている人物やいわくつきの荷物を目的地まで無事に送り届ける事を稼業とする、腕利きの浪人たちで構成される運び屋集団「さむらい飛脚」の活躍を描く痛快娯楽時代劇。
『素浪人 花山大吉』の後番組であり、品川隆二が焼津の半次から一転して知的でクールな剣士を演じている。

## キャスト
後藤三左衛門（演・大友柳太朗）通称「親玉」飛脚たちのリーダー的存在で冷静沈着な剣の達人。第3話まではOP・EDでの名前の登場順が1番目だが、第4話以降は精四郎と数回入れ代わって5番目になる。
神坂精四郎（演・品川隆二）通称「剃刀」と呼ばれるほどの切れ者。普段は黒い着流しの浪人姿だが、状況に応じて自分と瓜二つの大名（第3話）や駕籠かき（第5話）などに変装する。ただし、第12話のみ焼津の半次を思わせるコミカルな演技に転じ、何故か皆から「半四郎」と呼ばれる（勘兵衛の夢の中の世界という設定のため）。第3話まではOP・EDで5番目だが、第4話以降は三左衛門と数回入れ代わって1番目になる。
古吟鹿之助（演・若林豪）通称「八方破れ」袴姿の浪人。酒の入った瓢箪を腰に提げている。OP・EDでは2番目。第9-11・13話には登場しない。
お紺（演・佐藤友美）飛脚の紅一点だが、並の男以上に強い。普段は小料理屋を営んでいる。OP・EDでは3番目。第8話には登場しない。
井戸勘兵衛（演・川口恒）第1話で飛脚に加わった若者。一人称は「それがし」で相手に対しては「殿」を付ける。OP・EDでは4番目。第7話には登場しない。

## ゲスト
| 話数 | サブタイトル            | ゲスト出演 |
| ---- | ----------------------- | --- |
| 1    | 鬼の走る道              | 小野恵子 遠藤辰雄、深江章喜／近藤宏、江見俊太郎、幸田宗丸、江幡寛児／国一太郎、上杉高也、滝譲二、石倉英彦、浜伸二、津島道子／日高久、北原将光、浜崎満、矢奈木邦二郎、下元年世、池田謙治                      |
| 2    | 深夜の使い              | 倉丘伸太朗、堀井永子／宮口二朗、鮎川浩、天草四郎／山岡徹也、小田部通麿、田中弘史、玉生司郎／小山田良樹、野崎善彦、森源太郎、牧淳子                                                                           |
| 3    | 身がわり街道            | 伊藤栄子、鶴田桂子／坂口徹 天津敏、原健策／守田学哉、藤尾純、賀川泰三、西田良、広田竜治／芦田鉄雄、表淳夫、小田真士、国富論、西岡江里子                                                                      |
| 4    | 夜あらし甲州路          | 白木マリ／永野達雄、河上一夫、酒井哲、山本一郎、藤山喜子／森章二、浜伸二、西康一、有島淳平、古閑達則／井上茂、伊東好光、篠原一郎、井上弘、肥田安弘                                                           |
| 5    | 茶釜が生首に 化けるとき | 御木本伸介、林真一郎、穂高稔、千葉敏郎、山口幸生、中村錦司、唐沢民賢、波多野博、田中直行、大城泰、山口朱美、佃和美、小林泉、坂下政子、大河内宏太郎                                                           |
| 6    | 母恋い地獄唄            | 真山知子 外山高士、勝部演之、外崎恵美子／佐藤蛾次郎、丘路千、出水憲司、榊浩子、佃和美／藤本秀夫、木谷邦臣、藤沢徹夫、小峰一男、浪花五郎／田中圭介、新海なつ、岡完、高橋美智子、浅松三紀子、川辺俊行          |
| 7    | 闇から闇へ              | 見明凡太郎、藤岡重慶、牧冬吉 松木路子／赤松志乃武、滝譲二、入江慎也、宍戸大全、島田秀雄／疋田圀男、土橋勇、大月正太郎、和田昌也、稲村理恵／藤川弘、重久剛、寺内文夫、小道むつみ、川本美由紀                  |
| 8    | 空っ風無情              | 神田隆、水上竜子、永田光男、髙田次郎、田畑猛雄、月形哲之介、佃和美、川口喬、遠山二郎、大森厚、壬生新太郎、世羅豊、森敏光、高谷舜二、岡美紀子、智村清                                                         |
| 9    | 海賊の遺産              | 高津住男、稲吉靖 小杉真理／天王寺虎之助、西山辰夫、市川男女之助、北原将光／玉生司郎、溝田繁、大木吾郎、松井加容子、田中弘史／蓑和田良太、伝法三千雄、下元年世、森源太郎、村田玉郎、畑中伶一                  |
| 10   | 仮面の花火師            | 石濱朗、天野新士／西山嘉孝、楠年明／上杉高也、古川ロック、戸板幸男／小島恵子、藤原勝、藤田千代美 |
| 11   | もの言わぬ美女          | 中山昭二、伊吹友木子／滝恵一、阿木五郎、阿波地大輔、小谷悦子、那須伸太朗、藤長照夫／村井京二郎、志茂山高也、和田昌也、富永佳代子、土橋勇、泉好太郎／加藤匡志、福本清三、森源太郎、宇崎尚昭、八尋洋、穂積かや |
| 12   | 逆夢道中                | 田浦正巳、松木路子、北原義郎、柳生博、野口ふみえ、楠本健二、矢野宣、国一太郎、原素子、古林泉、北見唯一、佃和美                                                                                               |
| 13   | 空の花笠                | 三田雅美 竜崎一郎、宮口二朗／岩田直二、山口幸生、国一太郎、佃和美、表淳夫／村居京之輔、関根永二郎、浜伸二、宮城幸生、有島淳平／大城泰、志賀勝、大月正太郎、平河正雄、世羅豊、古城門昌美                      |

## スタッフ
- プロデューサー：上月信二、小沢英輔、宮川輝水
- 音楽：阿部皓哉
- 撮影：羽田辰治、脇武夫、安達重穂、木村誠司、柾木兵一、玉木照芳
- 照明：佐々木政一、岡田耕二、藤井光春、林春海、椹木儀一、谷川忠雄、松井薫
- 美術：塚本隆治、寺島孝男、宇佐美亮
- 助監督：久郷久雄、曽根勇、上杉尚祺、福井司、山村繁行、岡本靜夫
- 計測：山口鉄雄、山元豊、水島淳一、長谷川武次、佐賀彰
- 擬斗：土井淳之祐（東映剣会）
- 進行主任：藤野清
- 現像：東洋現像所
- 制作：NET、東映

## 放送リスト
| 放送日        | 話 数 | サブタイトル           | 脚本     | 監督     |
| ------------- | ----- | ---------------------- | -------- | -------- |
| 1971年 1月9日 | 1     | 鬼の走る道             | 結束信二 | 小野登   |
| 1月16日       | 2     | 深夜の使い             | 結束信二 | 佐々木康 |
| 1月23日       | 3     | 身がわり街道           | 本山大生 | 井沢雅彦 |
| 1月30日       | 4     | 夜あらし甲州路         | 森田新   | 松尾正武 |
| 2月6日        | 5     | 茶釜が生首に化けるとき | 森田新   | 小野登   |
| 2月13日       | 6     | 母恋い地獄唄           | 本山大生 | 井沢雅彦 |
| 2月20日       | 7     | 闇から闇へ             | 松村正温 | 小野登   |
| 2月27日       | 8     | 空っ風無情             | 森田新   | 井沢雅彦 |
| 3月6日        | 9     | 海賊の遺産             | 今村文人 | 河野寿一 |
| 3月13日       | 10    | 仮面の花火師           | 押川国秋 | 河野寿一 |
| 3月20日       | 11    | もの言わぬ美女         | 森田新   | 井沢雅彦 |
| 3月27日       | 12    | 逆夢道中               | 森田新   | 小野登   |
| 4月3日        | 13    | 空の花笠               | 本山大生 | 小野登   |

## 主題歌
- 主題歌「燃えていこうよ」 - 作詞：岩瀬ひろし、作曲：阿部皓哉、唄：扶沙かなゑ（テイチクレコード）
- 挿入歌「男が命を賭けるとき」 - 作詞：いけた純、作曲：阿部皓哉、唄：品川隆二（テイチクレコード）

## ネット配信
- YouTube「東映時代劇YouTube」で、2024年2月1日から第1・2話が常時無料配信されている。